# Novar Gadson
Novar Gadson (Philadelphia, Pennsylvania, 17 de diciembre de 1989) es un baloncestista estadounidense que juega de alero, actualmente es jugador de Ehime Orange Vikings del B.League2.

## Carrera universitaria
Novar Gadson empezó su carrera universitaria en Rider Broncs de la Universidad Rider, situada en Lawrenceville, Nueva Jersey, jugando por cuatro años.

### Universidades
| Club         | País           | Clase     | Año         |
| ------------ | -------------- | --------- | ----------- |
| Rider Broncs | Estados Unidos | Freshman  | 2008 - 2009 |
| Rider Broncs | Estados Unidos | Sophomore | 2009 - 2010 |
| Rider Broncs | Estados Unidos | Junior    | 2010 - 2011 |
| Rider Broncs | Estados Unidos | Senior    | 2011 - 2012 |

## Carrera profesional

### Argentino (J)
El 5 de septiembre de 2016 se confirma la llegada de Gadson a Argentino de Junín para disputar la Liga Nacional de Básquet 2016-17. Disputó 57 partidos, con una media de 16,1 puntos, 4,9 rebotes y 2,3 asistencias, además de un 56% en dobles, 34% en triples y 81% en libres.

### Quimsa
El 15 de julio de 2017 se confirma la llegada de Gadson a Quimsa para disputar la Liga Nacional de Básquet 2017-18. El 13 de febrero del 2018 se confirma la baja por lesión por 30 días. El 23 de febrero de 2018 se confirma la llegada de Chamberlain Oguchi a Quimsa en reemplazo del lesionado Gadson. Y el 29 de marzo se confirma la reincorporación por lo que resta de la temporada tras recibir el alta médica.

### Clubes
Actualizado al 26 de mayo de 2024

| Club                       | País          | Año             |
| -------------------------- | ------------- | --------------- |
| Antranik Beirut            | Líbano        | 2012            |
| Blu Basket Treviglio       | Italia        | 2013            |
| Anyang KGC                 | Corea del Sur | 2013 - 2014     |
| BC Nevėžis                 | Lituania      | 2015            |
| Kaposvári KK               | Hungría       | 2015            |
| Argentino de Junín         | Argentina     | 2016 - 2017     |
| Quimsa                     | Argentina     | 2017 - 2018     |
| Comunicaciones de Mercedes | Argentina     | 2018 - 2020     |
| Defensor Sporting          | Uruguay       | 2020            |
| Veltex Shizuoka            | Japón         | 2021            |
| Shiga Lakestars            | Japón         | 2021 - 2022     |
| Minas Tênis Clube          | Brasil        | 2022            |
| Kyoto Hannaryz             | Japón         | 2022 - 2023     |
| Toyama Grouses             | Japón         | 2023 - 2024     |
| Ehime Orange Vikings       | Japón         | 2024 - Presente |